# Mitoura brehmei
Mitoura brehmei är en fjärilsart som beskrevs av Barnes och Benjamin 1923. Mitoura brehmei ingår i släktet Mitoura och familjen juvelvingar. Inga underarter finns listade i Catalogue of Life.